# Vitaphone

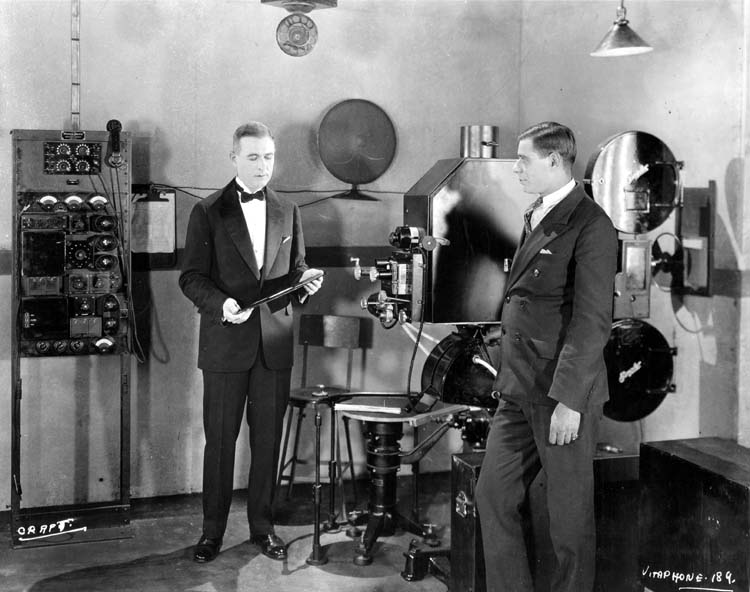
Démonstration du procédé Vitaphone en 1926.

Le Vitaphone était un procédé de cinéma sonore utilisé pour les longs métrages, et pour près de 2 000 courts métrages produits par la Warner Bros de 1926 à 1930. Commercialisé par les frères Warner qui risquèrent tous leurs avoirs dans ce coup de dés, l'exploitation de ce procédé fit de leur société l'une des plus puissantes maisons de production américaines. 
Le système Vitaphone propose de coupler chaque galette de film de 10 minutes (durée maximale à l'époque du film nitrate, dit « film flamme ») avec un disque gravé de dix minutes et d’utiliser deux phonographes pour accompagner chacun des deux appareils de projection installés dans les cabines des cinémas. « Les ingénieurs de Western Electric ont équipé l’appareil de projection et le phonographe de moteurs électriques synchrones qui entraînent les deux machines à la même vitesse... Comme les disques des phonographes du marché tournent à 78 tours par minute et durent de 4 à 6 minutes, pour obtenir la durée nécessaire de dix minutes, sans augmenter le diamètre des disques, ce qui les aurait fragilisés, la vitesse de rotation, à l’enregistrement comme à la lecture, est diminuée de 78 tours à 33 tours 1/3 par minute. » Une vitesse de rotation qui réapparaît plus tard dans le disque microsillon, ou disque vinyle.
Malgré tout, le procédé rencontre les problèmes techniques habituels du couplage d'un appareil de projection avec un lecteur et il est très vite concurrencé par le procédé allemand Tobis Klangfilm et ses avatars américains qui impressionnent photographiquement le son .
Plusieurs films chantants, comme Le Chanteur de jazz (1927), furent sonorisés et présentés au public avec le procédé Vitaphone. Puis ce furent les premiers films parlants, désignés péjorativement par le mot talkies (bavards), avant le remplacement par la piste sonore optique sur le film même.